# Хитроу Терминалы 2 и 3 (станция)
Железнодорожная станция Хитроу Терминалы 2 и 3 (также известная как Heathrow Central) обслуживает Терминал 2 и Терминал 3 (и ранее Терминал 1 до его закрытия и замены Терминалом 2 в 2015 году) в лондонском аэропорту Хитроу.
Она обслуживается поездами Heathrow Express, следующими прямо до центра Лондона, и поездами линии Элизабет, которые останавливаются на локальных остановочных пунктах. Это 23,5 км по линии от вокзала Паддингтон.
Карты проезда в Лондоне недействительны для экспресс-поездки со станции, хотя они действительны для линии Элизабет. Пассажиры, пересаживающиеся между любыми терминалами аэропорта Хитроу, могут пользоваться поездами бесплатно.

## Сервисы
Станция была открыта 23 июня 1998 года после завершения строительства линии Heathrow Express Rail Link, соединяющей аэропорт Хитроу с прямыми рейсами без остановок в центр Лондона. В отличие от станции в Терминале 5, платформы Heathrow Central не примыкают к платформам линии Пикадилли лондонского метрополитена на станции Heathrow Terminal 2 и 3. Вместо этого они расположены перпендикулярно и на гораздо более глубоком уровне. Это связано с тем, что железнодорожная линия из Паддингтона была проложена в Хитроу с севера, а линия Пикадилли проходит с востока. Доступ к станции осуществляется через подземный пешеходный переход, который соединяет Терминал 3 с Центральной автостанцией и терминалами 2 и 3 Хитроу линии Пикадилли.
На станции есть сервисы, курсирующие непосредственно между станцией Паддингтон в центре Лондона и терминалом 5 Хитроу, предоставляемые Heathrow Express, обычно курсирующие каждые 15 минут. Станция также эксплуатируется линией Элизабет, которая открылась в 2022 году и в настоящее время имеет обычный маршрут, курсирующий 6 раз в час на всех станциях в центр Лондона, каждые полчаса до Терминала 5 и каждые 15 минут до Терминала 4.
Поезда в сторону Паддингтона следуют по магистрали Great Western Main Line, соединяясь с ней на аэропортовском перекрестке, к западу от Hayes and Harlington. Поезда линии Элизабет теперь следуют за Паддингтон через новые туннели, останавливаясь на станциях в Вест-Энде и лондонском Сити, а также в Эбби-Вуд на юго-востоке Лондона через Кэнэри-Уорф. С мая 2023 года поезда также будут ходить в Шенфилд по Грейт-Истерн-магистраль.

## Пересадки

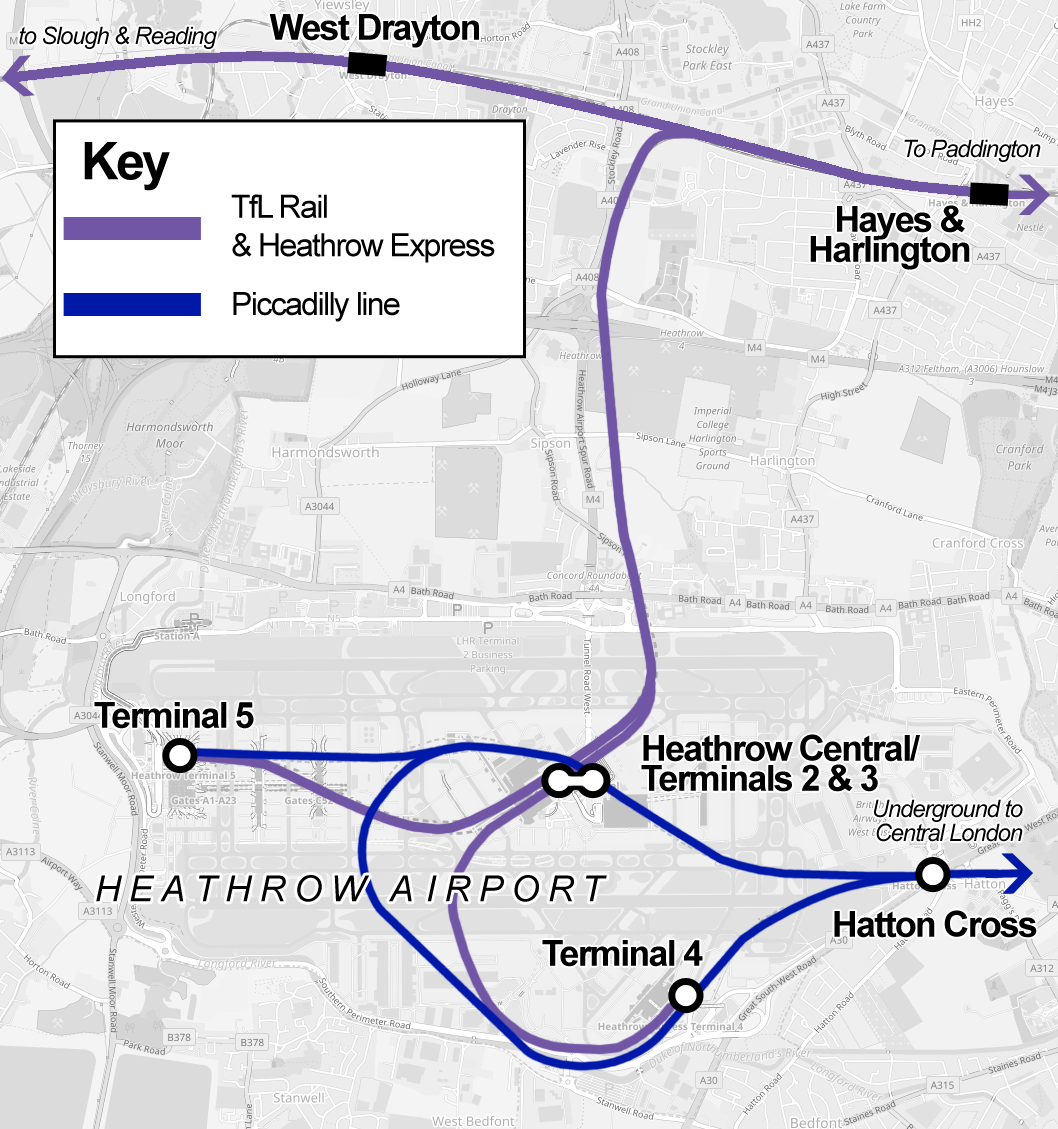
Станции метро и железнодорожные станции аэропорта Хитроу

Железнодорожная станция Heathrow Terminals 2 и 3 находится недалеко от станции метро Heathrow Terminals 2 и 3 лондонского метро, откуда поезда линии Пикадилли ходят до терминалов 4 и 5 и до центра Лондона.
Со станции также возможна пересадка через подземные переходы на автобусы от Центральной автостанции Хитроу. Маршруты лондонских автобусов от автовокзала включают 105, 111, 278, 285, A10, U3, X26, X140 и ночные маршруты N9 и N140, в то время как местные автобусы, не относящиеся к TfL, включают 4, 7 (ограниченное обслуживание), 8 (только одна поездка), 555 и 724.